# Murillo el Cuende (concejo)
Murillo el Cuende, también conocido por su antiguo nombre de Murillete, es una villa y concejo, capital del municipio compuesto homónimo, situada en la Comunidad Foral de Navarra, España de la merindad de Olite y la comarca de la Ribera Arga-Aragón. En 2008 su población era de 46 habitantes (INE).

## Toponimia
El nombre de Murillo es un diminutivo en castellano de muro, aunque su origen puede venir de la palabra latina murus que, según Joan Corominas, se traduce al castellano como muralla, lo que determina que es muy probable que las localidades que tienen este nombre tuvieran una importante función defensiva.
Según José María Jimeno Jurio, consultando la documentación medieval existente donde se nombra a Murillo el Cuende, la localidad y el municipio recibió las siguientes denominaciones a lo largo de la historia: Moriello el Cuende (siglos XIV-XV); Murello Comitis (1277-1280); Muriello de Conde (el Conde; del Cuende; el Cuende) (siglos XIV-XV); Murieyllo del Conde (del Cuende) (1257, 1268, 1366); Murillo del Cuende (1280).
La palabra Cuende, es una variante diptongada del latín comité(m) que en castellano se traduce como conde. Popularmente también es conocido como Murillete.

## Geografía
Está situado al sur de Tafalla, junto al río Cidacos, en una zona llana. Los límites del concejo los marcan por el norte y el este el municipio de Pitillas, por el sur el concejo de Traibuenas y por el oeste tanto Caparroso como Olite.

### Demografía
| 80 | 77 | 76 | 69 | 67 | 66 | 58 | 56 | 52 | 49 | 48 | 46 |

## Historia
En 1092 el obispo de Pamplona Pedro de Roda dona la iglesia al monasterio francés de Santa Fe de Conques.
En 1277 el lugar, que pertenecía entonces a Lope Díaz de Haro, señor de Vizcaya, lo cede en prenda al burgués de Pamplona conocido como Guillermo Marcel. 
En 1280 la villa había contraido con la corona del Reino de Navarra una pecha anual de 60 cahíces de trigo junto a otros tantos de cebada y avena. El rey Carlos II de Navarra termina donando la villa en 1349 al monasterio de La Oliva. 
Las hostilidades con Castilla entre 1378 y 1379, tuvo como consecuencias el despoblamiento del lugar. Para paliarlo, Carlos III decide en 1418 reducir su cuota por “cuarteles”. Sin embargo, la guerra civil supuso la total ruina y abandono no siendo repoblado hasta comienzos del siglo XVI.
En 1802 consta su pertenencia al marqués de Murillo que tenía la potestad de nombrar al alcalde y percibía del pueblo 280 robos de trigo y 120 de cebada.
Con la supresión de los señoríos durante el siglo XIX, Murillete queda como villa con ayuntamiento de régimen común al que se adherirá Traibuenas, también de antigua jurisdicción señorial formando el actual municipio compuesto.
En 1847 tenía escuela, con un presupuesto anual de 840 reales, la parroquia contaba con un prior y un beneficiado que eran presentados por el rey o el obispo según las circunstancias de la época en que se quedaba vacante. 
Contaba con caminos locales, en buen estado, además del cercano camino real hacia la Ribera, junto al cual tenía la conocida Venta de Murillete.

## Arte, arquitectura y lugares de interés
- Iglesia de Santa Fe: Templo construido en el siglo XVI, aunque fue ampliado y reformado en el siglo XVIII. Está construido con piedra de sillería combinada con mampostería y formada por tres naves siendo la central más ancha y dividida en tres tramos, cubierta por una bóveda de lunetos. Su torre fue construida en 1777 por Domingo Idarte aprovechando los restos de la anterior.
- Ermita de Santa Cruz: Situada cerca de la población, fue una iglesia medieval que se construyó en torno al año 1200. De esa iglesia solamente se conserva su ábside semicircular, cubierto por bóveda de cuarto esfera, y el tramo contiguo, cubierto por bóveda de cañón apuntalado.[8]

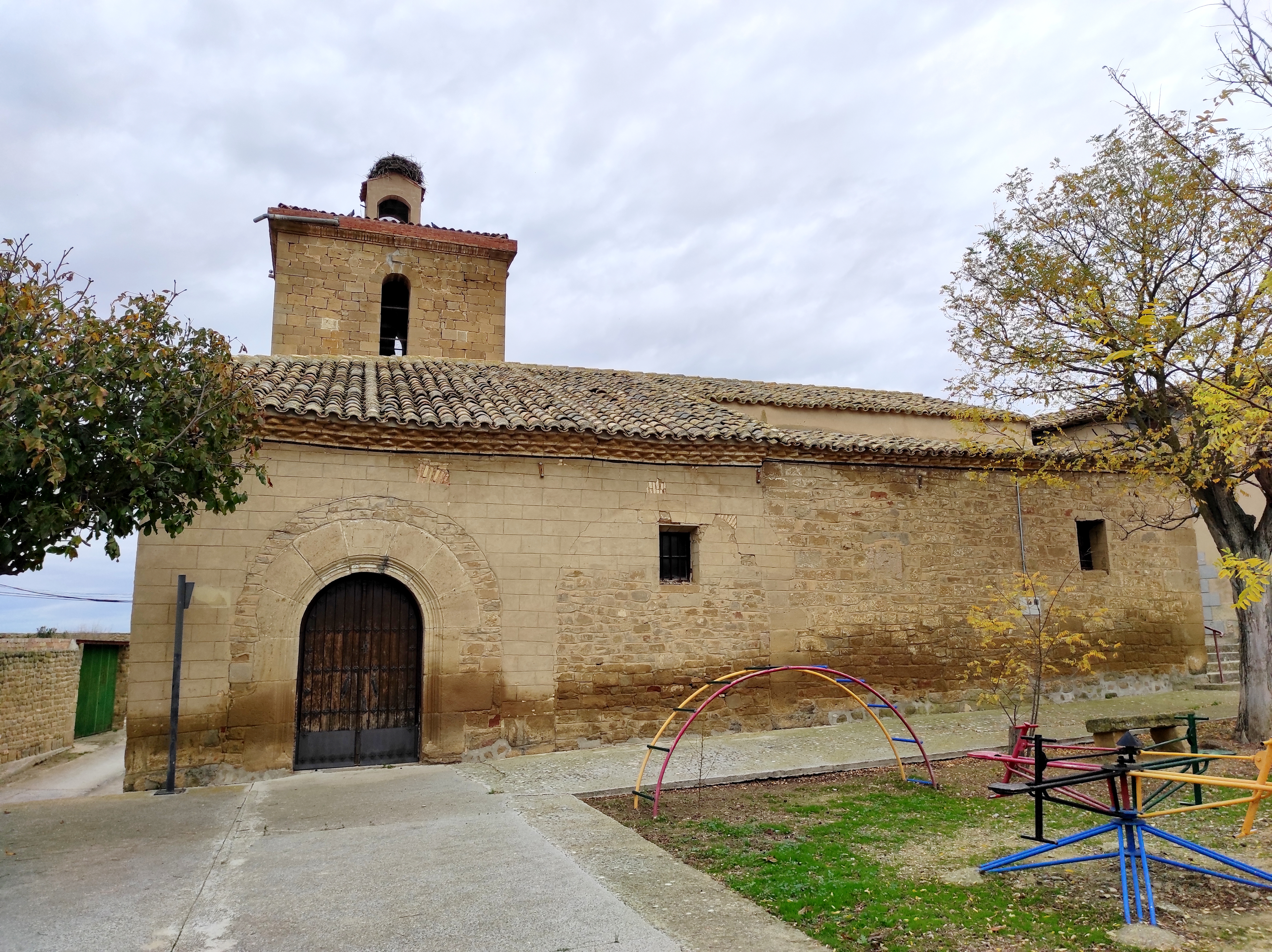
Iglesia de Santa Fe
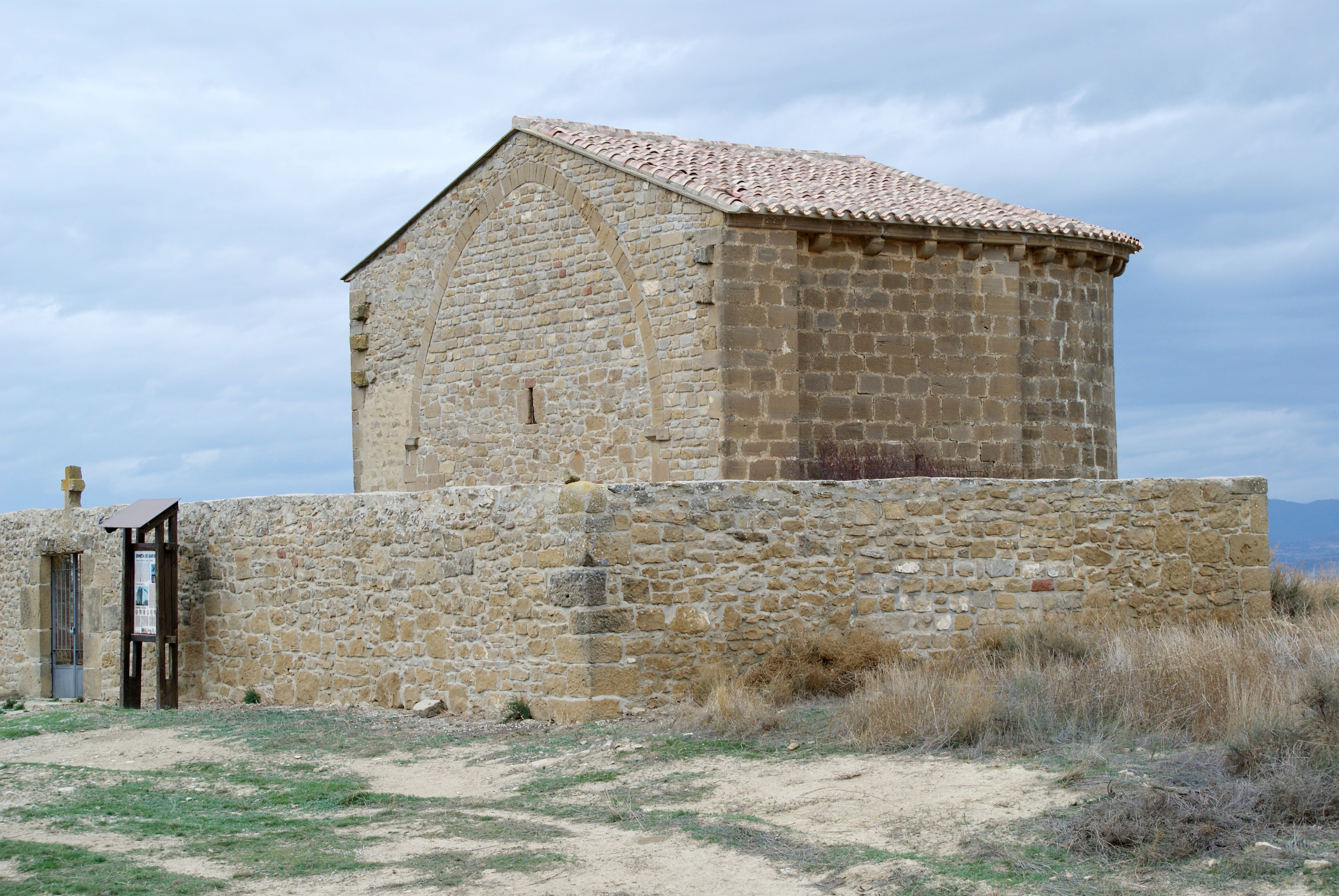
Ermita de Santa Cruz

## Biblioteca
- Otazu Ripa, Jesús Lorenzo (1990). Heráldica municipal de la Merindad de Olite. Navarra. Temas de Cultura Popular (236). Pamplona: Gobierno de Navarra. p. 19. ISBN 84-235-0276-7.